# Andreas von Österreich
Andreas von Österreich (ur. 15 czerwca 1558 na zamku Březnice w Czechach, zm. 12 listopada 1600 w Rzymie) – biskup koadiutor Brixen od 1580, biskup Konstancji od 1589, biskup Brixen od 1591, kardynał.

## Życiorys
Andreas von Österreich był synem arcyksięcia tyrolskiego Ferdynanda II Habsburga i Filipiny Welser. Wychowywał się na zamku Křivoklát. W 1575 rozpoczął starania o biskupstwo Konstancji. W 1576 został kardynałem diakonem z tytułem Santa Maria Nuova. W 1579 wrócił do Innsbrucku i rozpoczął starania o biskupstwo Brixen. Zakończyły się one powodzeniem dopiero po złożeniu przyrzeczenia, że przyjmie święcenia kapłańskie. W 1580 kapituła wybrała go na biskupa koadiutora. Andreas von Österreich nie wypełnił jednak przyrzeczenia. Od 1587 r. był z mianowania cesarskiego opatem książęcego opactwa Murbach z włączonym do niego klasztorem w Lüders. W 1589 został biskupem Konstancji.
Od 1579 r. pełnił urząd gubernatora ziem austriackich, od 1580 był protektorem Austrii. Od 1591 był biskupem Brixen. W latach 1598–1599 był namiestnikiem Niderlandów. Dochody z tego urzędu umożliwiły mu budowę rezydencji w Meersburgu, Ensisheim i Brixen.
Andreas von Österreich zmarł podczas pielgrzymki do Rzymu. Miał dwoje nieślubnych dzieci: Hansa Georga von Albizzi i Zuzannę.